# Marwa Merazka
Pour les articles homonymes, voir Merazka.
 (mars 2025).
La mise en forme du texte ne suit pas les recommandations de Wikipédia : il faut le « wikifier ».
Les points d'amélioration suivants sont les cas les plus fréquents :
- Les titres sont pré-formatés par le logiciel. Ils ne sont ni en capitales, ni en gras.
- Le texte ne doit pas être écrit en capitales (les noms de famille non plus), ni en gras, ni en italique, ni en « petit »…
- Le gras n'est utilisé que pour surligner le titre de l'article dans l'introduction, une seule fois.
- L'italique est rarement utilisé : mots en langue étrangère, titres d'œuvres, noms de bateaux, etc.
- Les citations ne sont pas en italique mais en corps de texte normal. Elles sont entourées par des guillemets français : « et ».
- Les listes à puces sont à éviter, des paragraphes rédigés étant largement préférés. Les tableaux sont à réserver à la présentation de données structurées (résultats, etc.).
- Les appels de note de bas de page (petits chiffres en exposant, introduits par l'outil «  Source ») sont à placer entre la fin de phrase et le point final[comme ça].
- Les liens internes (vers d'autres articles de Wikipédia) sont à choisir avec parcimonie. Créez des liens vers des articles approfondissant le sujet. Les termes génériques sans rapport avec le sujet sont à éviter, ainsi que les répétitions de liens vers un même terme.
- Les liens externes sont à placer uniquement dans une section « Liens externes », à la fin de l'article. Ces liens sont à choisir avec parcimonie suivant les règles définies. Si un lien sert de source à l'article, son insertion dans le texte est à faire par les notes de bas de page.
- La présentation des références doit suivre les conventions bibliographiques. Il est recommandé d'utiliser les modèles {{Ouvrage}}, {{Chapitre}}, {{Article}}, {{Lien web}} et/ou {{Bibliographie}}. Le mode d'édition visuel peut mettre en forme automatiquement les références.
- Insérer une infobox (cadre d'informations à droite) n'est pas obligatoire pour parachever la mise en page.

Pour une aide détaillée, merci de consulter Aide:Wikification.
Si vous pensez que ces points ont été résolus, vous pouvez retirer ce bandeau et améliorer la mise en forme d'un autre article.
 (mars 2025).
Motif : Aucun article centré de notoriété nationale
- Archive Wikiwix
- Bing
- Cairn
- DuckDuckGo
- E. Universalis
- Gallica
- Google
- G. Books
- G. News
- G. Scholar
- Persée
- Qwant
- (zh) Baidu
- (ru) Yandex
- (wd) trouver des œuvres sur Wikidata

| 1. | Préciser le motif de la pose du bandeau. | Précisez le motif de la pose du bandeau en utilisant la syntaxe suivante : {{admissibilité à vérifier\|date=août 2025\|motif=remplacez ce texte par le motif}}                     |
| 2. | Informer les utilisateurs concernés.     | Pensez à avertir le créateur de l'article, par exemple, en insérant le code ci-dessous sur sa page de discussion : {{subst:avertissement admissibilité à vérifier\|Marwa Merazka}} |

Marwa Merazka, née le 24 novembre 1995 à Genève, est une influenceuse et candidate de télé-réalité suisso-algéro-marocaine[réf. nécessaire], elle a fait ses débuts dans "les Princes et les Princesses de L'amour 9" diffusé le 29 novembre 2021 sur la chaîne télé W9,.
Elle est aussi l'ambassadrice de la marque FashionNova et fondatrice de Named Jewellery.[source secondaire nécessaire]
À ce jour, elle possède plus de 600'000 abonnées sur les réseaux sociaux.[source secondaire nécessaire]

## Biographie
Marwa Merazka est née le 24 novembre 1995 à Genève, dans une famille d'origine algérienne/ marocaine. En 2015, elle participe aux championnats du monde de cheerleading aux États-Unis avec son équipe "Geneva Rising Stars".

### Carrière
À 16 ans, Marwa commence sa vie professionnelle en tant que secrétaire dans un cabinet d'avocat, un poste qu'elle occupe jusqu'à ses 22 ans. Elle travaille également dans une boutique de prêt-à-porter et comme barmaid dans une boîte de nuit.
C'est en 2021 qu'elle fait sa première apparition en télé-réalité dans "Les Princes et les Princesses de L'amour 9" en tant que prétendante d'Anthony Alcaraz. Cette première émission marque le début de sa nouvelle carrière en tant que personnalité publique.
En 2022, elle enchaîne avec Les Apprentis Aventuriers 6, une expérience qu'elle décrit comme à la fois "la plus belle et la pire expérience de sa vie". Elle confie : "On ne réalise pas combien on souffre quand on regarde les images, mais on espère que les gens vont le voir ! Moi-même, je ne voyais pas que ça se déroulerait aussi difficilement"
Elle poursuit ensuite avec plusieurs télé-réalités, enchaînant Le Reste du Monde, Les Cinquante et d’autres émissions dans la foulée.

### Incident de chirurgie esthétique
À la fin de l'année 2022, Marwa décide de subir une intervention de chirurgie esthétique pour retirer des injections dans ses lèvres. Cependant, elle présente une réaction allergique sévère qui provoque un important gonflement de ses lèvres. Cet incident suscite une large couverture médiatique sur les réseaux sociaux ainsi que dans les médias français, y compris dans des journaux tels que Le Quotidien.

### Relation et rupture avec Vincent Queijo
Marwa rencontre Vincent Queijo lors du tournage de La Villa des Cœurs Brisés 9, en 2024. Ils forment un couple pendant six mois. Cependant, en février 2025, la relation prend fin, et Marwa annonce la rupture sur ses réseaux sociaux. Elle exprime sa déception, déclarant : "J’ai cru en lui, mais tout n’était que mensonge."
Deux jours après l’annonce de leur rupture, l’influenceuse, actuellement à Bali, a confié qu’elle ne comptait plus revenir vivre en France : « Je ne rentre plus en France, si ce n’est que pour faire une escale. » Elle a toutefois précisé qu’elle rentrerait bientôt en Suisse.

## Émissions
- 2021 : Les Princes de l'Amour 9 sur W9[10]
- 2022 : Les Apprentis Aventuriers 6 (en binôme avec Kelegh Moutome) sur W9
- 2022 : Le Reste du Monde 2 sur W9
- 2022 : Les Cinquante 1 sur W9
- 2022 : Les Marseillais vs le Reste du Monde 7 sur W9
- 2023 : Love Island France 2 sur W9
- 2023 : Date Machine 1 sur M6+[11]
- 2024 : The Power 1 sur W9
- 2024 : La Villa des cœurs brisés 9 sur TFX
- 2024 : The Cerveau 1 sur W9[12]
- 2025 : Interview Uncut 2 sur M6+[13]
- 2025 : La Villa des cœurs brisés 10 sur TFX